# Hareid
Hareid là một đô thị ở hạt Møre og Romsdal, Na Uy.
Hareid đã được tách khỏi Ulstein để lập thành đô thị ngày 1 tháng 7 năm 1916.
Đô thị này nằm bên bờ biển Sunnmøre, trên một hòn đảo có tên Hareidlandet, chung với đô thị Ulstein. Hareid là một giao lộ quan rtọng trên Sunnmøre và được nối bằng phà với Ålesund và Valderøy.